# Central Business Tower
Der Central Business Tower ist ein im Bau befindliches Hochhaus an der Ecke Neuer Mainzer Straße und Junghofstraße im Bankenviertel in Frankfurt am Main. Der 205 Meter hohe Büroturm soll im Jahr 2028 fertiggestellt werden.

## Architektur und Nutzung

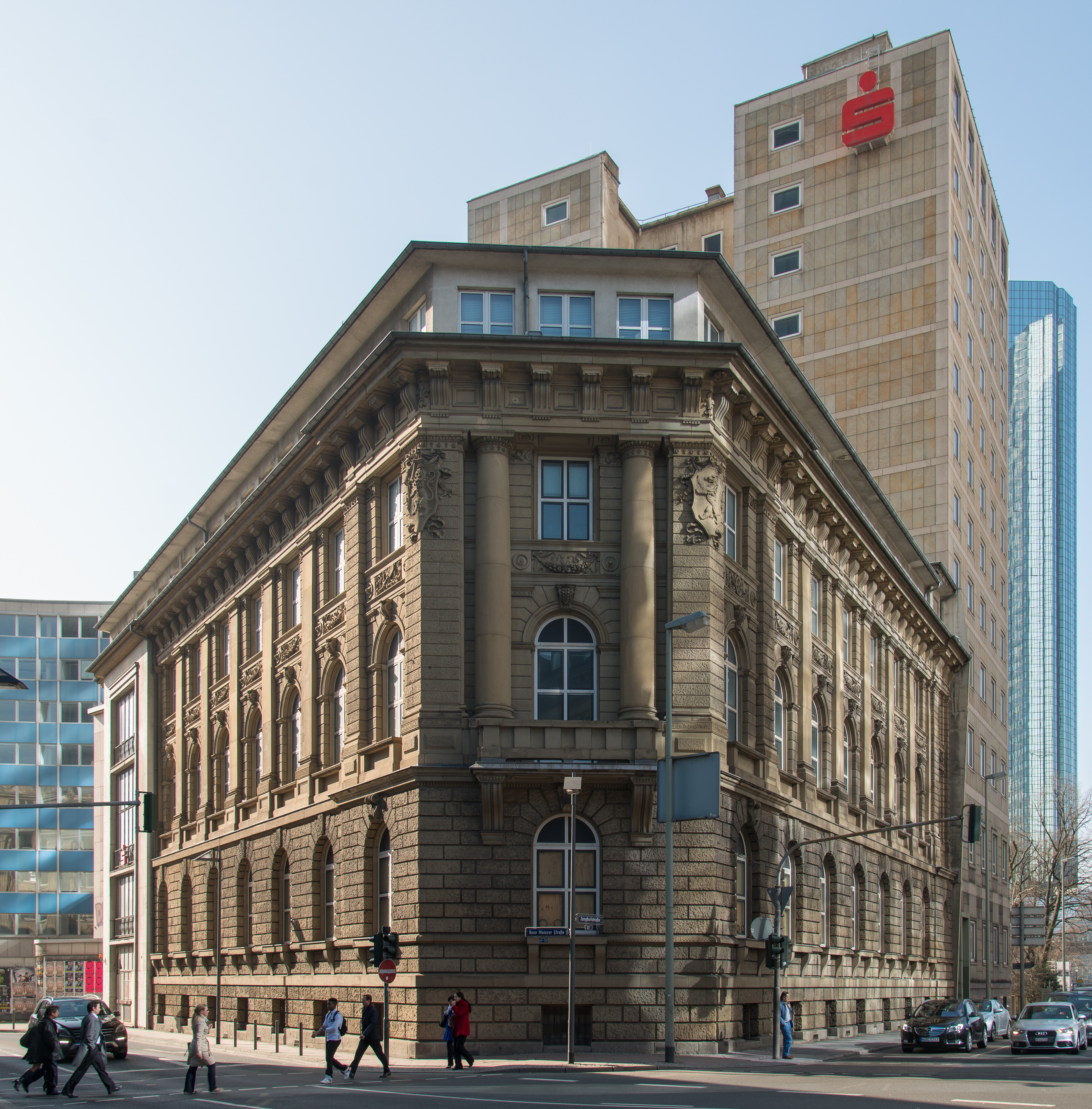
1889 bis 1892 errichtetes denkmalgeschütztes Sockelgebäude Neue Mainzer Straße 59

Das Hochhaus entsteht nach einem Entwurf der Architekten KSP Engel und ist als Doppelturmstruktur mit einer gläsernen Verbindungsfuge angelegt. Der Bau umfasst insgesamt rund 66.000 Quadratmeter Bürofläche. Er bezieht das 1889 bis 1892 durch Ludwig Neher mit Aage von Kauffmann errichtete denkmalgeschützte Gebäude im Sockel ein, in dem ein Ableger des Museums der Weltkulturen untergebracht werden soll.
Hauptmieterin ist die Commerzbank, die die komplette Bürofläche im Büroturm angemietet hat.